# ゲーストラント
ゲーストラント（ドイツ語: Geestland、低地ドイツ語: Geestland）は、ドイツ連邦共和国ニーダーザクセン州クックスハーフェン郡に属す市（アインハイツゲマインデ）である。本市は2015年1月1日にランゲン市とザムトゲマインデ・ベーダーケーザとが統合されて成立した。本市は、クックスハーフェン郡でクックスハーフェンに次いで2番目に人口の多い自治体である。面積は 356.58 km2 で、ドイツの広い自治体ランキングの第10位にあたる。
本市の名称は、ゲースト地形（特に北海沿岸の砂地の丘陵を意味する）に位置することに由来する。

## 地理

### 位置
ゲーストラント市は、北西はヴルスター・ノルトゼーキュステおよびアウセンヴェーザーが北海に注ぐ河口、北はザムトゲマインデ・ラント・ハーデルン、北東はザムトゲマインデ・ベルデ・ラムシュテット、東はローテンブルク（ヴュンメ）郡、南はブレーマーハーフェン、ベーヴァーシュテット、シフドルフと境を接する。

ゲーストラントの地区図

### 市の構成
ゲーストラント市は、旧ランゲン市や旧ザムトゲマインデ・ベーダーケーザに属した16の地区から構成されている。
- バート・ベーダーケーザ（アンケローエおよびフィックミューレンを含む）
- デプシュテット
- ドラングシュテット
- エルムローエ（マールシュカンプを含む）
- フレーゲルン
- ホルセル
- ヒュメンドルフ
- イムズム
- ケーレン（デーゼベック、ケーレン＝ドルフ、シュテューブッシュ、フォルム・モールを含む）
- キュールシュテット
- クレンペル
- ランゲン
- リンティヒ（メッケルシュテット、グローセンハインを含む）
- ノイエンヴァルデ
- リングシュテット（ハインミューレン、ヴュステヴォールデを含む）
- ジーフェルン

## 歴史
2011年初め、ベーダーケーザとランゲンが合併し新しいニーダーザクセン州の都市を形成する提案がなされた。合併の理由は、合併した自治体だけに「ツークンフツフェアトラーク」（直訳: 未来契約）に基づいて与えられる州による自治体の負債免除救済措置にあった。この合併は、2012年8月に地域再編協定によって決定した。ゲーストラント市の新設に関する法律はこの決定に対する慎重さを求めた。2010年9月7日の「ツークンフツフェアトラーク」では財務関係は規制されている。

### 名前の由来
合併に関する協議が始まると、当初新しい市の名称として「ヴェーザーミュンデ」が提案された。ランゲンの隣街ブレーマーハーフェンは、1924年から1947年までヴァーザーミュンデの名称を用いていたため、この名称の使用を拒絶した。この街はブレーマーハーフェンの都市文書管理官ハルトムート・ビッケルマンの意見をその拠り所とした。ブレーマーハーフェンからの権利意見書では、ヴェーザーミュンデ（直訳: ヴェーザー川河口）という名称は「実際の地理的な位置と明らかに矛盾している」と述べられている。この新しい市はイムズム地区がヴェーザー川に面しているだけだったのである。このため、この名称は立法機関が地名に対して要求している情報の機能と矛盾している。合併のパートナーであるランゲンとベーダーケーザは、その多くの部分が旧ヴェーザーミュンデ郡に属していたため、この主張の論拠に納得できなかった。近隣自治体との争いを避け、新市が訴訟手続きの洗礼から逃れるために、ランゲン市長トルステン・クリューガーはノイ・ヴェーザーミュンデという名前を提案した。クリューガーは同時に「この名所は単なる仮の名称である」ことを確認した。しかしこの提案もブレーマーハーフェンの抵抗に遭った。本件に関するニーダーザクセン州議会の立法プロセスやツークンフツフェアトラークの取り決めの妨げにならないよう、また合併をできるだけ早く始められるよう配慮して、ランゲンとベーダーケーザはヴェーザーミュンデの名称を断念した。その後約半年間市名の提案に関する協議が行われた末、2012年4月23日に議会は 90 % 以上の賛成をもって新市に対して「ゲーストラント」という市名を採択した。

## 住民

### 宗教
信仰を持つ住民のほとんどが福音主義＝ルター派教会に属している。この教会組織はハノーファー地方教会に属している。ローマ＝カトリックのキリスト教信者は、ヒルデスハイム司教区のブレーマーハーフェン首席司祭区に属している。ホルセルとリングシュテットには、それぞれ福音主義＝改革派教会が存在する。この他に、自由教会やイスラム教の信者や無宗教者がこの街に住んでいる。

## 行政

### 議会
ゲーストラント市の市議会は38人の議員で構成されている。これは、人口 30,001人から40,000人の自治体の議員定数である。議員は5年ごとの住民による選挙で選出される。
この他に専任の市長も市議会での投票権を有している。

### 首長
トルステン・クリューガー (SPD) は、2014年11月2日に、対立候補がなく 79.84 % の支持票を獲得して専任の市長に選出された。

### 紋章
図柄: 銀の波帯で斜め上下に二分割。下部は青地に金色の日輪。上部は赤地に歯を上に向けて斜めに配された銀の鍵。
解説: 鍵はブレーメン大司教区の守護聖人である聖ペテロのアトリビュートであり、ブレーメン市の紋章に由来する。1381年から1654年まで本市の大部分がブレーメン市の市域に含まれていた。ランゲン市の紋章から採られた日輪は、ランゲン市の市域で発見された古代ゲルマン時代の数多くの出土品に由来する。銀の波帯はヴェーザー川を象徴している。銀と赤の配色はブレーメン司教区およびブレーメン市の色である。青と金の配色は、1648年から1719年まで本市の市域を含むブレーメン公領が属したスウェーデン王国の国の色である。

### 姉妹都市
- レリベ県（レソト）2013年[21]
  - 姉妹都市関係成立の数年前からゲーストラントのランゲン地区とレソトのグループとの交流が行われており、両自治体の基礎課程学校間のパートナーシップが成立した。気候パートナーシップ使節団の相互訪問が繰り返された後、両サイドの気候保護政策が企画された。植林や、雨季の猛烈な降雨による流水を調整する施設の建設によりレリベ県における土壌の流出を抑止することができるようになる。また、2015年には姉妹校で同時に果樹園が設けられる。さらに塵芥管理の改善プロジェクトも始動した。
- トズール（チュニジア）2018年[22]

## 文化と見所

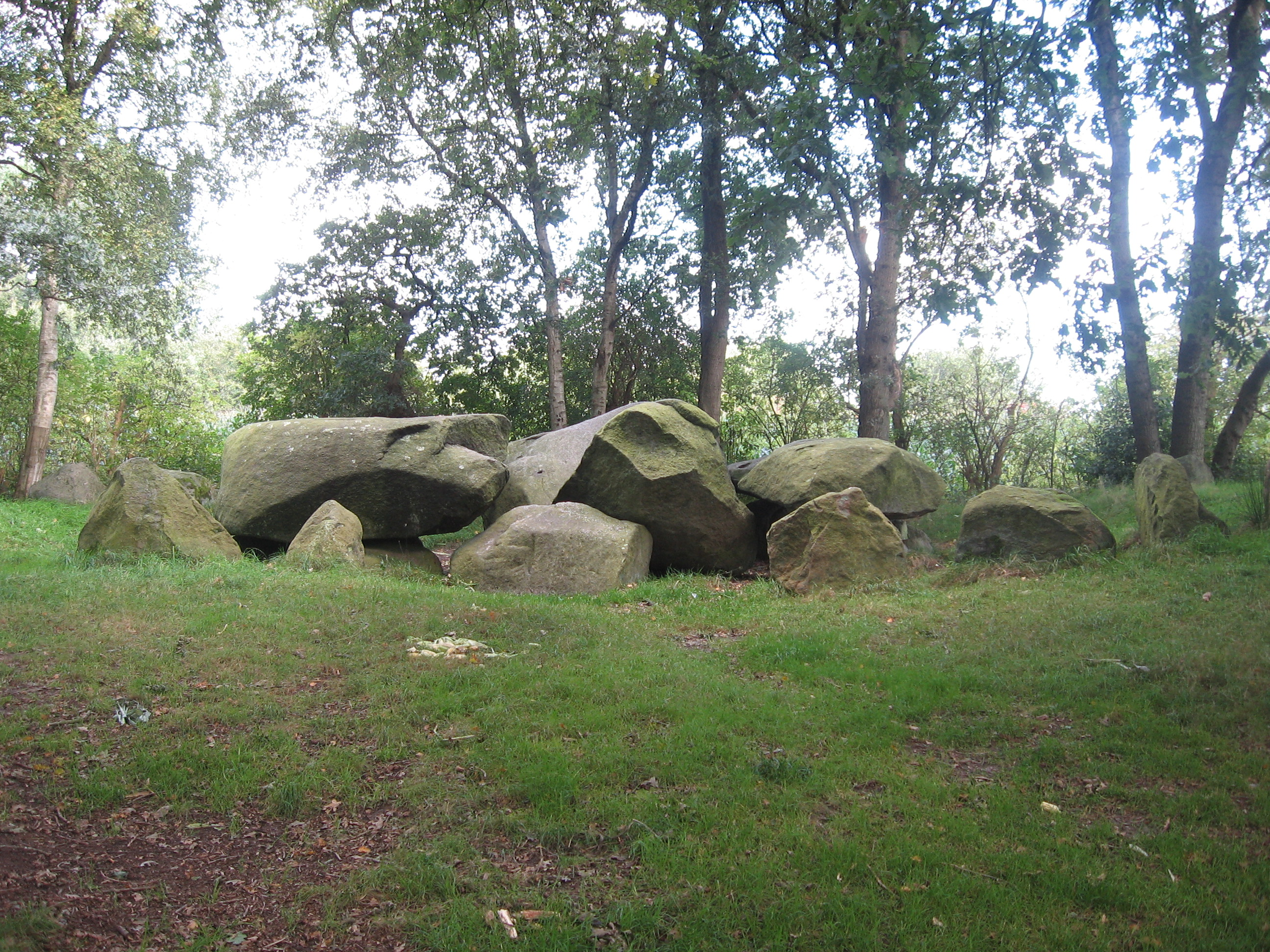
巨石墓「ビュルツェンベット」

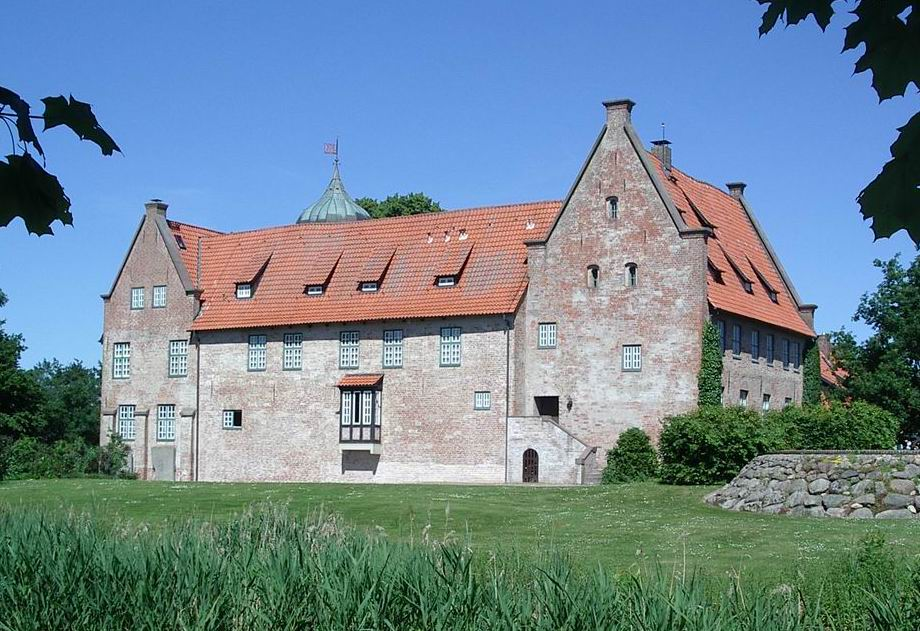
ベーダーケーザ城

### 建造物
- デプシュテットのディオニシウス教会
- イムズムのオクゼン塔（雄牛塔）
- ホルセルの教会[23]
- ノイヴァルデ修道院
- ジーフェルンのビュルツェンベット、石器時代の巨石墓
- ベーダーケーザ城
- デプシュテットとノイエンヴァルデの郷土博物館
- ジーフェルンのジョン・ヴァゲナー・ハウス
- ヒュメンドルフのモールカーテ
- クレンペルの旧学校
- ジーフェルンのピピンスブルク
- ハインミューレンの水車

- イムズムのオクゼン塔
- ノイエンヴァルデ女子修道院
- ピピンスブルク城趾

### 自然文化財
- ランゲンのランガー・ベルク

### 公園および緑地
- ランゲンのフリードリヒスルー公園

### 賞と栄誉
ゲーストラント市は、その短い歴史の中で何度も賞や栄誉を受けている。特に重要なのは、ドイツの持続可能な都市2018の中規模市町村カテゴリー優勝、ドイツ・地方持続可能賞2017優勝、2014年スポーツ都市コンテスト・ミッション・オリンピック優勝などである。

## 経済と社会資本

### 交通

#### 道路
ゲーストラントはブレーマーハーフェンからクックスハーフェンに至るアウトバーン A27号線沿いに位置しており、デプシュテット・インターチェンジとノイエンヴァルデ・インターチェンジがある。

#### 鉄道
旅客駅は市内にない。最寄りの旅客駅はブレーマーハーフェン - クックスハーフェン線のヴレーメン、ブレーメン - ブレーマーハーフェン線のブレーマーハーフェン＝レーエである。両駅とも、ブクステフーデ - ブレーマーハーフェン - クックスハーフェンを運行するレギオナルバーン RB33 が1時間ごとに発着する。ブレーマーハーフェン＝レーエ駅はこの他にブレーメン Sバーン RS2 およびレギオナルエクスプレス RE8、RE9 の終点でもある。
市内にはブレーマーハーフェン - クックスハーフェン線および保存鉄道ブレーマーハーフェン - ベーダーケーザ線の軌道があるが、後者は完全に廃止されている。

#### 公共旅客交通
ゲーストラント市はブレーメン/ニーダーザクセン交通連盟 (VBN) の運賃適用地域に属している。ランゲン市は合併前から既に VBN に属していたが、ザムトゲマインデ・ベーダーケーザの関連地域は2016年1月1日に初めて個別運賃地域として組み込まれた。それ以前は北東ニーダーザクセン交通共同体 (VNN) の運賃に加盟していた。

### 街灯
ゲーストラントを構成する旧自治体ランゲンは、ドイツで初めて街灯を完全にLED化した町であった。この先駆的プロジェクトは、欧州委員会のグリーンライト賞都市2012を受賞した。ランゲン市とザムトゲマインデ・ベーダーケーザとの統合に伴い、このプロジェクトは市の全域に拡大された。2016年からゲーストラントは道路上の明かりすべてに、エネルギー消費量を大幅に削減するインテリジェント・コントローラー付きの照明装置を設置した。

## 訳注
1. ↑  ドイツ語: Einheitsgemeinde、集合自治体であるザムトゲマインデに対して単一の自治体であることを明示する用語である。